# Biblia Hebraica (Kittel)
La Biblia Hebraica son tres ediciones del Antiguo Testamento (o Tanaj) en el idioma hebreo bíblico original editadas por el escolar alemán Rudolf Kittel.
La expresión latina Biblia Hebraica' era usada tradicionalmente para otras impresiones del Tanaj y en ocasiones también se usa para la posterior Biblia Hebraica Stuttgartensia. Cuando se hace referencia a la Biblia Hebraica de Kittel generalmente es abreviada como BH, o BHK (K por Kittel). Cuando se hace referencia a las ediciones específicas se usa BH1, BH2 y BH3.
Las primeras dos ediciones aparecieron entre 1906 y 1913 respectivamente; la diferencia entre ellas es leve, salvo por una lista de errores en la segunda. La segunda edición fue reimpresa varias veces. El texto hebreo encontrado en la tercera edición ha sido reemplazada por la mencionada Biblia Hebraica Stuttgartensia.

## Las ediciones primera y segunda

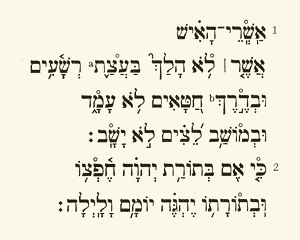
Salmo 1, versículo 1 y 2 en la Biblia Hebraica Stuttgartensia

Las primeras dos ediciones de la Biblia Hebraica de Kittel aparecieron en 1906 y 1913; las diferencias entre ellas son pocas, aparte de una lista de errores en la segunda. La segunda edición fue reimpresa varias veces. Ambas ediciones reprodujeron el texto hebreo encontrado en el Mikraot Gedolot publicado por Daniel Bomberg en Venecia en 1524. Estas ediciones no incluían notas masoréticas. Aunque la edición de Bomberg lo hizo.
Su característica principal era su registro de notas al pie con posibles correcciones al texto hebreo. Muchas están basadas en el Pentateuco samaritano y en las primeras traducciones de la Biblia como la Septuaginta, la Vulgata y la Peshitta; las demás son enmendaciones conjeturales.

## Tercera edición
La tercera edición tuvo un texto hebreo un poco diferente y completamente revisado con notas al pie de página. Por primera vez, una biblia presentó el texto del Códice de Leningrado. La idea de usar ese códice se acreditó a Paul Kahle. Esta apareció en tramos, desde 1929 a 1937, con la primera edición en un solo volumen en 1937; fue reimpresa varias veces, con ediciones posteriores y registros variantes en los libros de Isaías y Habacuc de los rollos del Mar Muerto. Representa notas exactamente en el códice, sin edición.

## Biblia Hebraica Stuttgartensia
La tercera edición fue sustituida por la Biblia Hebraica Stuttgartensia. El proyecto continúa en su forma actual con la llamada Biblia Hebraica Quinta (BH5), que comenzó en 2004 y espera ser completado en 2024.